# Sárria
Sárria (em galego, Sarria) é um município da Espanha na província de Lugo, comunidade autónoma da Galiza. Tem 185,09 km² de área e em 2021 tinha 13 257 habitantes (densidade: 71,6 hab./km²).

## Demografia
| Variação demográfica do município entre 1991 e 2004 | Variação demográfica do município entre 1991 e 2004 | Variação demográfica do município entre 1991 e 2004 | Variação demográfica do município entre 1991 e 2004 |
| --------------------------------------------------- | --------------------------------------------------- | --------------------------------------------------- | --------------------------------------------------- |
| 1991                                                | 1996                                                | 2001                                                | 2004                                                |
| 12611                                               | 13023                                               | 12887                                               | 13132                                               |

## Patrimônio histórico e artístico
- Castelo de Sarria, fortificação medieval

## Galeria de imagens

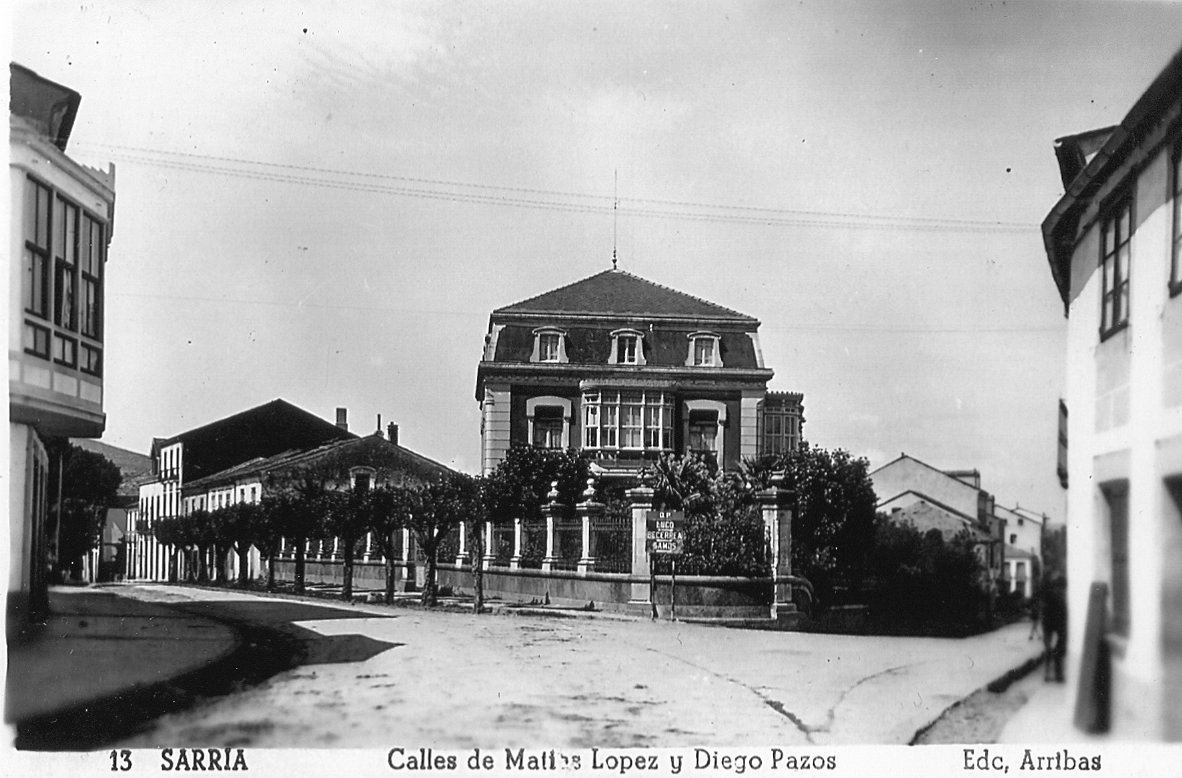
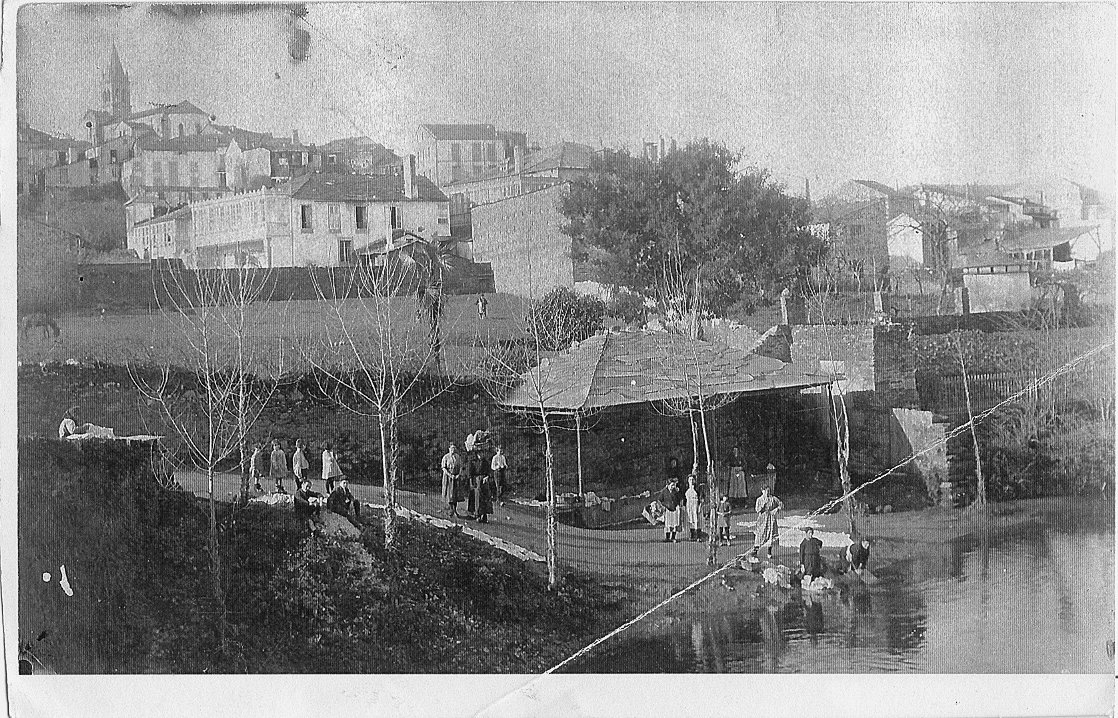
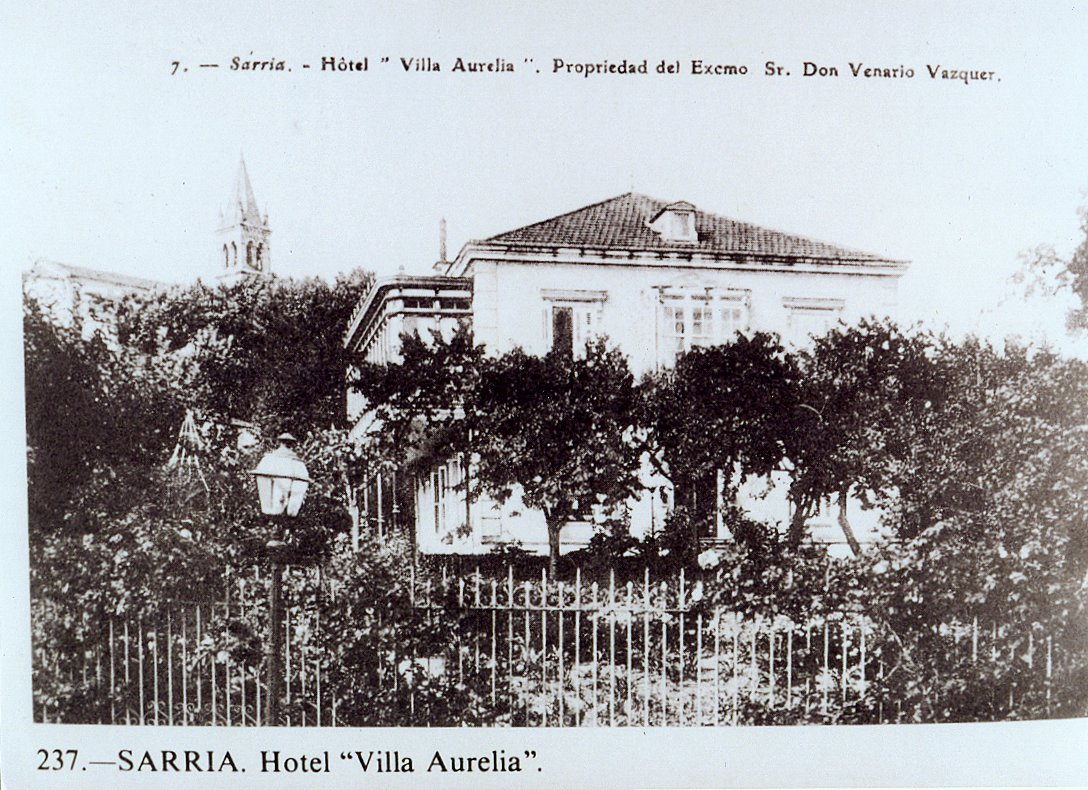
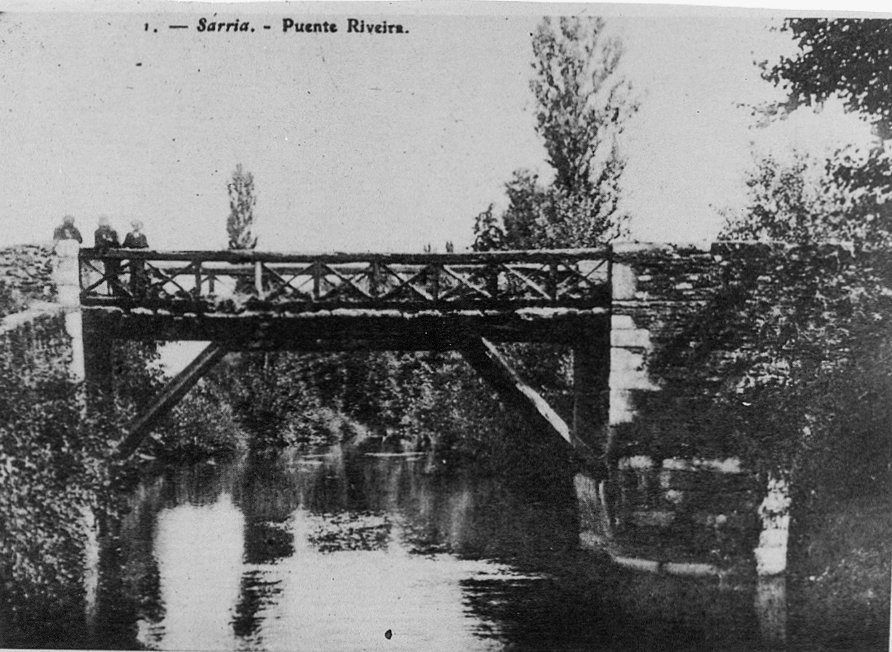